# Alma Rosa Hernández
Alma Rosa Hernández Escobar (28 giugno 1956 – Córdoba, 5 giugno 2022) è stata una politica messicana, membro del Partito Azione Nazionale.

## Biografia
Alma Rosa Hernández Escobar nacque il 28 giugno del 1956. Si laureò in economia aziendale presso l'Università del Golfo del Messico.
Dal 2009 al 2012 fu presidente della commissione per la protezione civile dello stato di Veracruz.
Nel 2021 venne eletta deputata federale, ruolo che si sarebbe dovuto concludere nel 2024. Alla Camera dei deputati venne nominata segretaria della commissione per la protezione civile e la prevenzione di disastri, e anche membro delle commissioni delle popolazioni indigene e afromessicane.
Morì a causa di un problema respiratorio il 5 giugno del 2022 nella città di Córdoba, nello stato di Veracruz.